# Leonardo Della Torre
Leonardo Della Torre a été le 100e doge de Gênes du 30 juin 1631 au 30 juin 1633.